# 高城亞樹
高城亞樹（日语：／ Takajō Aki，1991年10月3日—）是日本女藝人，為女子偶像團體AKB48前成員，所屬經紀公司為Is.Field，東京都出身，出生於福岡縣。

## 經歷
2008年8月23日，高城在日比谷野外大音樂堂舉辦的「大概會出演唱會DVD、不過現場看機會有限！AKB48夏日祭！」演唱會中首度登台。12月29日，從研究生升格為正式成員，是當時研究生升格最快的人。
2009年7月8日，在「AKB48第一屆總選舉」中獲得第23名，12月7日，移籍至經紀公司Biscuit Entertainment旗下。12月31日，以AKB48成員的身分，首次登上《NHK紅白歌合戰》舞台表演。
2010年，高城在AKB48的第二張專輯《神曲集》中，高城當時尚未有成為選拔成員的資歷背景下而被獲選為普通版唱片封面的成員，並在第16張單曲《馬尾與髮圈》中首次以選拔成員的身分參與A面單曲演唱。6月9日，在「AKB48第二屆總選舉」中獲得第13名的成績，成為AKB48第17張單曲《無限重播》的選拔成員，同月28日，在Team B 5th Stage「劇場的女神」公演中，發表將同經紀公司的柏木由紀和倉持明日香組成衍生團體「French Kiss」。9月21日，在「AKB48第19張單曲選拔猜拳大會」中獲得第8名，首次經由猜拳大會成為選拔成員之一。
2011年6月9日，高城在「AKB48第三屆總選舉」中以31,009票獲得第12名，進入媒體選拔組。翌年3月1日，總製作人秋元康於Google+的投稿中宣布Google+選拔的16人名單，高城獲選。5月，與柏木由紀、倉持明日香、大家志津香及佐藤夏希一同移籍至渡邊娛樂旗下。6月6日，在「AKB48第四屆總選舉」中以23,083的票數獲得第17名，成為「Under Girls」的center（中心站位成員）。8月24日，在東京巨蛋舉辦的「AKB48 in TOKYO DOME ～1830m的夢想～」第一天演唱會中，宣布11月1日移籍至JKT48。12月26日，首次於JKT48劇場參與公演。並開通社群網站（Twitter及Facebook）與歌迷互動。
2013年4月28日，高城在「AKB48集團臨時總會～黑白分明！～」公演中，宣布兼任AKB48 Team B。6月8日，於「AKB48第五屆總選舉」中獲得33,129票，得第20位，再次入選為Under Girls。
2014年2月24日，於Zepp DiverCity Tokyo舉辦的「AKB48集團大組閣祭」中宣布所屬隊伍由JKT48 Team J轉移至AKB48 Team B，是首位解除海外移籍並再次回歸AKB48的成員。3月1日，高城推出由個人設計的寵物時尚品牌「Vivre by Cherie Sienne（ビーブルバイシェリジェンヌ）」並且舉行品牌發售紀念活動，及後在國內最大規模的SNS「パシャっとmyペット」中舉辦“パシャぺ投稿宣傳活動”。5月17日，披露出演深夜日劇「SAVEPOINT」主角，高城並為演出此劇而剪去30公分的頭髮。6月7日，於「AKB48第六屆總選舉」中以得票數24,415票得到第26名。
2015年6月，高城在「AKB48第七屆總選舉」中獲得第30名，成為Under Girls成員；8月，因倉持明日香畢業離團加上成員因工作日程難以調整，高城所屬子團French Kiss宣布在發行最後一張同名專輯後，於11月5日在埼玉超級競技場舉行萬人演唱會並正式解散。2015年12月15日，高城在第5屆AKB48紅白對抗歌合戰上發表畢業宣言。

## 人物
- AKB48官網記載為東京都出身，但其實出生地是埼玉縣，福岡縣則是少年時期的成長地點[15]。
- 為家中三姐妹的次女。姐姐是高城樹衣（日语：高城樹衣）（旧藝名：希月樹衣）[16]，以及一位非演藝人的妹妹，三姊妹名字當中都有從父親名字中而來的「樹」字。「亞樹」是已經去世的祖父所取。主要使用暱稱為「亞樹茶」，但前AKB團員佐藤亞美菜都稱她為「亞樹」。
- 不擅長學校的課業，高中前的課業都是妹妹輔導的。
- 擅長打網球，從中學一年級到高中二年級都是學校網球部成員，但加入AKB48後退出[17]。小時候曾因為在滑雪場失控摔倒而有心理陰影，但其後和北原里英參加日本滑雪聯盟的滑雪檢定取得四級資格。
- 咬字相當不清晰，被指出講電話時完全不知道在說什麼[18]。之後在『週刊AKB』的「困難克服部」企劃中挑戰了改善咬字課程。
- 有家庭餐廳與宅配比薩店打工的經驗[17]。
- 有尖端恐懼症，甚至不敢自己用手指指向自己的眼睛[19]。
- 2019年2月15日宣布與日本足球聯盟選手高橋祐治（日语：高橋祐治）結婚。
- 2019年11月7日、長男出生

### 48系相關
- 公演時使用的自我介紹詞是「綠茶、麥茶、烏龍茶，但果然還是～亞樹茶」（緑茶、麦茶、ウーロン茶、でもやっぱり〜あきちゃ）。但是，本人曾表示最愛的飲品其實是奶茶[20]。
- 公演MC常發揮「天然呆」本色。
- 與北原里英為好友，常常互相在對方家裡過夜。特別是北原為了想一個人住在東京，所以北原經常在高城家中過夜。
- AKB48第6期研究生甄選合格的其中1人。
- AKB48中尊敬的成員為高橋南、篠田麻里子、大島優子[21]。曾和高橋南、板野友美、峯岸南、渡邊麻友參加日本紅十字會急救員基礎養成講習並修業完成。
- AKB48歌曲中最喜愛的是自己也參與的「因為喜歡你」[22] 。
- 在網路上因常在其他成員所發布的訊息下留言，被北原里英在2011年12月12日稱為「留言大師亞樹茶」[23]，本人也很喜歡此稱號[24]、之後松井咲子在Google+中將「留言大師」略稱為「コメマス」[25](留言大師日文為コメントマスター)之後、在Google+上高城=コメマス的略稱普及、終於本人也在Google+上自稱「コメマス」[26]。

## 參加樂曲

### 單曲CD
AKB48名義
|           | 發行 日期       | 單曲名稱                | 參與歌曲名稱              | 分隊名義        | 收錄 版本                   | MV | 備註               |
| --------- | --------------- | ----------------------- | ------------------------- | --------------- | --------------------------- | -- | ------------------ |
| AKB48時期 |                 |                         |                           |                 |                             |    |                    |
| 13th      | 2009年 8月26日  | Maybe是藉口 （言い訳Maybe）        | 無法飛翔的鳳蝶 （飛べないアゲハチョウ）       | Under Girls     | 全版本                      | ★  | 出道作品           |
| 14th      | 2009年 10月21日 | RIVER                   | 因為喜歡你 （君のことが好きだから）           | Under Girls     | 全版本                      | ★  | 首次擔任Center     |
| 15th      | 2010年 2月17日  | 櫻花印記 （桜の栞）           | 遠距離海報 （遠距離ポスター）           | Team PB         | Type-A 劇場盤               | ★  |                    |
| 16th      | 2010年 5月26日  | 馬尾與髮圈 （）         | 馬尾與髮圈 （）           |                 | 全版本                      | ★  | A面曲 首次進入選拔 |
| 16th      | 2010年 5月26日  | 馬尾與髮圈 （）         | 馬路須加學園頂尖藍調 （マジジョテッペンブルース） |                 | Type-B 劇場盤               | ★  |                    |
| 17th      | 2010年 8月18日  | 無限重播 （）           | 無限重播 （）             |                 | 全版本                      | ★  | A面曲              |
| 17th      | 2010年 8月18日  | 無限重播 （）           | 蔬菜姊妹 （野菜シスターズ）             | 蔬菜姊妹        | Type-A 劇場盤               | ★  |                    |
| 17th      | 2010年 8月18日  | 無限重播 （）           | Lucky Seven               | Lucky Seven     | Type-B 劇場盤               | ★  |                    |
| 18th      | 2010年 10月27日 | Beginner                | Beginner                  |                 | 全版本                      | ★  | A面曲              |
| 19th      | 2010年 12月8日  | 機會的順序 （）         | 機會的順序 （）           |                 | 全版本                      | ★  | A面曲              |
| 19th      | 2010年 12月8日  | 機會的順序 （）         | 預約的聖誕節 （予約したクリスマス）         |                 | 全版本                      | ★  |                    |
| 19th      | 2010年 12月8日  | 機會的順序 （）         | 與核桃對話 （胡桃とダイアローグ）           | Team A          | Type-A                      | ★  |                    |
| 20th      | 2011年 2月16日  | 變成櫻花樹 （桜の木になろう）         | 變成櫻花樹 （桜の木になろう）           |                 | 全版本                      | ★  | A面曲              |
| 21st      | 2011年 5月25日  | Everyday、髮箍 （）     | Everyday、髮箍 （）       |                 | 全版本                      | ★  | A面曲              |
| 21st      | 2011年 5月25日  | Everyday、髮箍 （）     | 鬥魂 （ヤンキーソウル）                 | 馬路須加學園    | Type-A                      | ★  |                    |
| 21st      | 2011年 5月25日  | Everyday、髮箍 （）     | 現在開始 Wonderland （これからWonderland）  |                 | 全版本                      | ★  |                    |
| 22nd      | 2011年 8月24日  | 飛翔入手 （）           | 飛翔入手 （）             |                 | 全版本                      | ★  | A面曲              |
| 22nd      | 2011年 8月24日  | 飛翔入手 （）           | 不知不覺的青春 （青春と気づかないまま）       |                 | Type-A                      | ★  |                    |
| 22nd      | 2011年 8月24日  | 飛翔入手 （）           | 野菜占卜 （野菜占卜い）             | 蔬菜姊妹2011    | 劇場盤                      |    |                    |
| 23rd      | 2011年 10月26日 | 風正在吹 （風は吹いている）           | 風正在吹 （風は吹いている）             |                 | 全版本                      | ★  | A面曲              |
| 24th      | 2011年 12月7日  | 崇尚麻里子 （）         | 耶誕夜 （ノエルの夜）               |                 | 全版本                      | ★  |                    |
| 24th      | 2011年 12月7日  | 崇尚麻里子 （）         | 鄰人不受傷 （隣人は傷つかない）           | Team A          | Type-A                      | ★  |                    |
| 25th      | 2012年 2月15日  | GIVE ME FIVE!           | GIVE ME FIVE!             |                 | 全版本                      | ★  | A面曲              |
| 25th      | 2012年 2月15日  | GIVE ME FIVE!           | 牧羊人之旅 （羊飼いの旅）           | Special Girls B | Type-B                      | ★  |                    |
| 26th      | 2012年 5月23日  | 仲夏的Sounds good! （） | 仲夏的Sounds good! （）   |                 | 全版本                      | ★  | A面曲              |
| 26th      | 2012年 5月23日  | 仲夏的Sounds good! （） | Google+的天空 （ぐぐたすの空）        | Google+選抜     | Type-B                      | ★  |                    |
| 27th      | 2012年 8月29日  | 格子花紋 （ギンガムチェック）           | 如此波希米亞 （なんてボヘミアン）         | Under Girls     | Type-B                      | ★  | Center             |
| JKT48時期 |                 |                         |                           |                 |                             |    |                    |
| 29th      | 2012年 12月5日  | 永遠的壓力 （永遠プレッシャー）         | 最特別的耶誕節 （とっておきクリスマス）       |                 | 全版本                      | ★  |                    |
| 31st      | 2013年 5月22日  | 再見自由式 （さよならクロール）         | 再見自由式 （さよならクロール）           |                 | 全版本                      | ★  | A面曲              |
| 32nd      | 2013年 8月21日  | 戀愛的幸運餅乾 （恋するフォーチュンクッキー）     | 想了一下愛的定義 （愛の意味を考えてみた）     | Under Girls     | Type-A Type-K               | ★  |                    |
| 33rd      | 2013年 10月30日 | 真心電流 （）           | 快速與動體視力 （快速と動体視力）       | Under Girls     | Type-A Type-K Type-4 劇場盤 | ★  |                    |
| 33rd      | 2013年 10月30日 | 真心電流 （）           | Tiny T-shirt              | Team B          | Type-B                      | ★  |                    |
| 34th      | 2013年 12月11日 | 倘若在梧桐樹什麼的 （） | Mosh&Dive                 |                 | 全版本                      | ★  |                    |
| 35th      | 2014年 2月26日  | 勇往直前 （前しか向かねえ）           | 早看穿你的謊言 （君の嘘を知っていた）       | Beauty Giraffes | Type-A                      | ★  |                    |
| AKB48時期 |                 |                         |                           |                 |                             |    |                    |
| 36th      | 2014年 5月21日  | 拉布拉多獵犬 （ラブラドール・レトリバー）       | B花園 （Bガーデン）                | Team B          | Type-B                      | ★  |                    |
| 37th      | 2014年 8月27日  | 心意告示牌 （心のプラカード）         | 某人投的球 （誰かが投げたボール）           | Under Girls     | Type-A                      | ★  |                    |
| 38th      | 2014年 11月26日 | 希望无限 （）           | 我想歌唱 （歌いたい）             | 嘉德丽兰亚组    | Type-C                      | ★  |                    |
| 38th      | 2014年 11月26日 | 希望无限 （）           | 寂寞俱乐部 （ロンリネスクラブ）           | Team B          | Type-C                      |    |                    |
| 41th      | 2015年 8月26日  | Halloween Night （ハロウィン・ナイト）    | 再見沖浪板 （さよならサーフボード）           | Under Girls     | Type-A                      | ★  |                    |

JKT48名義
|     | 發行 日期       | 單曲名稱                | 參與歌曲名稱                                                      | 分隊名義 | 收錄 版本 | MV | 備註  |
| --- | --------------- | ----------------------- | ----------------------------------------------------------------- | -------- | --------- | -- | ----- |
| 1st | 2013年 5月11日  | RIVER                   | RIVER                                                             |          | 全版本    | ★  | A面曲 |
| 1st | 2013年 5月11日  | RIVER                   | Sakura no Shiori-Pembatas Buku Sakura-                            |          | 全版本    |    |       |
| 1st | 2013年 5月11日  | RIVER                   | Kimi ni Au Tabi Koi wo Suru -Jatuh Cinta Setiap Bertemu Denganmu- |          | 通常盤    |    |       |
| 2nd | 2013年 7月3日   | Yuuhi wo Miteiruka?     | Nagai Hikari - Matahari Senja -                                   |          | 全版本    |    |       |
| 3rd | 2013年 8月21日  | Fortune Cookie in Love  | Fortune Cookie in Love                                            |          | 全版本    | ★  | A面曲 |
| 3rd | 2013年 8月21日  | Fortune Cookie in Love  | First Rabbit                                                      |          | 全版本    |    |       |
| 3rd | 2013年 8月21日  | Fortune Cookie in Love  | Fortune Cookie in Love - English Version -                        |          | 通常盤    |    |       |
| 4th | 2013年 11月26日 | Manatsu no Sounds Good! | Manatsu no Sounds Good! – Musim Panas Sounds Good!                |          | 全版本    | ★  | A面曲 |
| 4th | 2013年 11月26日 | Manatsu no Sounds Good! | Manatsu no Sounds Good! – Summer Love Sounds Good!                |          | 全版本    |    |       |

### Team Surprise公演單曲
重力共鳴公演
| 公演 | 發行日期       | 公演曲             | 演唱成員                                                                    | MV | 備註 |
| ---- | -------------- | ------------------ | --------------------------------------------------------------------------- | -- | ---- |
| M01  | 2012年09月12日 | 重力共鳴           | Team Surprise                                                               | ★  |      |
| M03  | 2012年09月19日 | 就这样             | 高城亚树、板野友美、横山由依                                                | ★  |      |
| M05  | 2012年10月03日 | 你的B面曲          | 高城亚树、渡边麻友、岛崎遥香                                                | ★  |      |
| M11  | 2012年11月10日 | 出發的時機         | Team Surprise                                                               | ★  |      |
| M12  | 2012年11月17日 | AKB慶典            | Team Surprise                                                               | ★  |      |
| M13  | 2013年07月16日 | 你比想像中的更……   | Team Surprise                                                               | ★  |      |
| M14  | 2013年08月31日 | 女神在哪里微笑着？ | 高城亚树、北原里英、板野友美、渡边麻友 大岛优子、小嶋阳菜、宫泽佐江、峯岸南 | ★  |      |

玫瑰的仪式公演
| 公演 | 發行日期       | 公演曲                       | 演唱成員                                                                      | MV | 備註 |
| ---- | -------------- | ---------------------------- | ----------------------------------------------------------------------------- | -- | ---- |
| M01  | 2014年09月06日 | 眼中倒映的未来               | Team Surprise                                                                 | ★  |      |
| M02  | 2014年09月13日 | Hungry Lion                  | 高城亚树、篠田麻里子、大岛优子、小嶋阳菜                                      | ★  |      |
| M08  | 2014年10月18日 | 最后一次喝冰牛奶是什么时候？ | 高城亚树、北原里英、峯岸南、篠田麻里子                                        | ★  |      |
| M12  | 2014年11月15日 | 玫瑰的仪式                   | Team Surprise                                                                 | ★  |      |
| M13  | 2015年11月02日 | 美麗的狩獵                   | Team Surprise                                                                 | ★  |      |
| M14  | 2015年11月21日 | 哲學的森林                   | 指原莉乃、島崎遙香、松井玲奈、山本彩 橫山由依、渡邊美優紀、高城亞樹、北原里英 | ★  |      |

- 標註有「★」符號者表示該首歌曲有拍攝MV。

### 專輯CD
AKB48名義
|           | 發行 日期      | 專輯名稱                          | 參與歌曲名稱            | 名義                    | 收錄 版本 | 備註 |
| --------- | -------------- | --------------------------------- | ----------------------- | ----------------------- | --------- | ---- |
| AKB48時期 |                |                                   |                         |                         |           |      |
| 2nd       | 2010年 4月7日  | 神曲集                            | Baby! Baby! Baby! Baby! |                         | 全版本    |      |
| 2nd       | 2010年 4月7日  | 神曲集                            | 你與彩虹與太陽          |                         | 通常盤    |      |
| 3rd       | 2011年 6月8日  | 就是在這裡                        | 少女們 （少女たちよ）             |                         | 全版本    |      |
| 3rd       | 2011年 6月8日  | 就是在這裡                        | Overtake                | Team A                  | 全版本    |      |
| 3rd       | 2011年 6月8日  | 就是在這裡                        | 人魚假期 （人魚のバカンス）           |                         | 全版本    |      |
| 3rd       | 2011年 6月8日  | 就是在這裡                        | 就是在這裡 （ここにいたこと）         | AKB48+SKE48+SDN48+NMB48 | 全版本    |      |
| 4th       | 2012年 8月15日 | 1830m                             | First Rabbit （ファースト・ラビット）       |                         | 全版本    |      |
| 4th       | 2012年 8月15日 | 1830m                             | 戀愛總選舉              | YM7                     | 全版本    |      |
| 4th       | 2012年 8月15日 | 1830m                             | 慢走 （行ってらっしゃい）               |                         | 全版本    |      |
| 4th       | 2012年 8月15日 | 1830m                             | 藍天 不會寂寞嗎？       | AKB48+SKE48+NMB48+HKT48 | 全版本    |      |
| JKT48時期 |                |                                   |                         |                         |           |      |
| 5th       | 2014年 1月22日 | 未來軌跡 （）                     | After rain              |                         | Type-A    |      |
| 5th       | 2014年 1月22日 | 未來軌跡 （）                     | 一二三 （イチニノサン）             |                         | Type-B    |      |
| 5th       | 2014年 1月22日 | 未來軌跡 （）                     | 悲傷的近距離戀愛 （悲しき近距離恋愛）   | Team B                  | Type-B    |      |
| AKB48時期 |                |                                   |                         |                         |           |      |
| 6th       | 2015年 1月21日 | 這裡是羅德斯島、在這裡跳吧！ （） | To go （To goで）              | Team B                  | Type-B    |      |
| 6th       | 2015年 1月21日 | 這裡是羅德斯島、在這裡跳吧！ （） | 继续活下去 （生き続ける）         |                         | Type-B    |      |

JKT48名義
|     | 發行 日期      | 專輯名稱       | 參與歌曲名稱    | 名義 | 收錄 版本 | 備註 |
| --- | -------------- | -------------- | --------------- | ---- | --------- | ---- |
| 1st | 2013年 2月26日 | Heavy Rotation | Oogoe Diamond   |      | 全版本    |      |
| 1st | 2013年 2月26日 | Heavy Rotation | Gomenne、Summer |      | 全版本    |      |

## 劇場公演分組曲
| 公演名稱                              | 參與歌曲名稱     | 備註                                             |
| ------------------------------------- | ---------------- | ------------------------------------------------ |
| 研究生时期                            |                  |                                                  |
| Team A 5th Stage「恋愛禁止条例」公演  | 心型病毒         | 小嶋阳菜休演时的代演                             |
| 初代Team A                            |                  |                                                  |
| Team A 5th Stage「恋愛禁止条例」公演  | 心型病毒         | 小嶋阳菜休演时的代演                             |
| Team A 5th Stage「恋愛禁止条例」公演  | 黑色天使         | 研究生时期表演过一次                             |
| Team K 4th Stage「最终钟声鸣响」公演  | -                | 宮澤佐江的全員曲代演                             |
| Team K 5th Stage「引体后空翻」公演    | 愛之色           | 宮澤佐江休演时的代演                             |
| THEATER G-ROSSO「不要讓夢想死去」公演 | 隔壁的香蕉       | 以河西智美、藤江丽奈、仲川遥香和岩佐美咲為代演   |
| THEATER G-ROSSO「不要讓夢想死去」公演 | 初次的果糖       | 以宮澤佐江、藤江丽奈、仲谷明香、鈴木玛利亚為代演 |
| 高橋Team A                            |                  |                                                  |
| Team A 6th Stage「目擊者」公演        | 炎上路線         |                                                  |
| 梅田Team B                            |                  |                                                  |
| 梅田Team B「Waiting」公演             | 沉入眼泪中的太阳 | 石田安奈兼任解除后的代演                         |
| 倉持Team B                            |                  |                                                  |
| Team B 6th Stage“睡衣兜风”公演        | 镜中的圣女贞德   |                                                  |

| 公演名稱                             | 參與歌曲名稱        | 備註 |
| ------------------------------------ | ------------------- | ---- |
| Team J 1st Stage「戀愛禁止條例」公演 | Renai Kinshi Jourei |      |

## 演出
關於AKB48演唱會、以及團體演出（包括廣告、其他活動）可另參考「AKB48的演出列表」。

### 綜藝節目
- AKB0時59分!(2008年7月28日 - 8月18日、日本電視台)
- AKBINGO!(2008年11月19日・12月3日 - 、日本電視台)
- Sweet Answer(2009年4月28日・5月5日・12日、NHK教育)
- 週刊AKB(2009年7月24日 - 、東京電視台)
- AKB48神TV
  - Season2（2009年7月10日・17日<前週の映像のみ>・24日・9月11日・18日）
  - Season3（2009年10月9日・16日・11月6日・13日）
  - Season4（2010年7月4日・11日）
  - Season5（2010年10月24日・31日・11月21日・28日）
  - 特別節目
    - 來自北國2010（2010年3月27日）
    - 分組對抗!春季保齡球大賽（2010年4月30日）
    - 澳大利亞修學旅行（2010年9月23日）
    - 汗與涙的運動祭典（2010年12月25日）
- 有吉AKB共和國（2010年5月17日・24日・2011年3月17日・24日、TBS）
- 原來如此！高校（2010年5月30日・10月9日・2011年4月21日 - 2012年3月8日、日本電視台）
- AKB和××!（2010年12月23日、讀賣電視台）
- AKB-級グルメスタジアム（2011年1月9日、食と旅のフーディーズTV）
- AKB48短劇「微妙〜」（2011年9月29日・11月3日・10日、ひかりTV）
- 真的假的（日本電視台）

### 資訊節目
- ひるおび!（日语：ひるおび!）（2012年4月4日 - 、TBS）「ひるおび!天氣」單元

### 戲劇
- 馬路須加學園（2010年1月8日 - 、東京電視台）- 飾演 アキチャ
- 馬路須加學園2第1話 - 第3話・第7話・第8話・第10話（2011年4月15日 - 29日・5月27日・6月3日・17日、東京電視台） - 飾演 アキチャ
- 來自櫻花的信 ～AKB48 各自的畢業故事～(日本電視台)
- SAVEPIONT（2014年6月5日 - 6月26日（予定）、東京電視台）- 飾演 アキ

### 電台
- AKB48 明日までもうちょっと。（日语：AKB48 明日までもうちょっと。）（2009年2月16日・4月27日・5月25日，文化放送）
- ON8「柱NIGHT! with AKB48」（日语：ON8+1）（2009年4月6日・6月1日，bayfm）
- bayfm Meets AKB48 4th STAGE〜BREAK!〜（2009年11月23日，bayfm）
- AKB48的All Night Nippon（日语：AKB48のオールナイトニッポン）（不定期，日本放送）

### 演唱會
- 大概會出演唱會DVD、不過現場看機會有限！AKB48夏日祭！(2008年8月23日、日比谷野外音樂堂)
- AKB48 難道說，這場演唱會的音源不會流出嗎？(2008年11月23日、NHK會館)
- 忘年感謝祭 來洗牌吧，AKB！ SKE也請多關照吧(2008年12月20日、JCB HALL（今TOKYO DOME CITY HALL）)
- AKB48 重溫時間 最佳曲目100 2009(2009年1月18日 - 21日、SHIBUYA-AX)
- 「神公演予定」～因諸多因素、也有可能無法成為神公演、望體諒(2009年4月25日・26日、NHK會館)
- AKB48分身之術巡演(2009年8月15日、Zepp Fukuoka)
- AKB104選拔成員組閣祭(2009年8月22日・23日、日本武道館)
- AKB48 夏之猴大嬸祭(2009年9月13日、富士急高原樂園)
- AKB48 NY公演 supported by スカパー!HD(2009年9月27日、WEBSTER HAL)

### 活動
- Push★1(2009年1月31日、品川王子飯店－Stellar Ball（日语：エプソン 品川アクアスタジアム）)

## 書籍

### 雜誌
- UP to boy（日语：UP to boy）Vol.191(2009年4月23日發行、WANI BOOKS（日语：ワニブックス）)

### 寫真集・月曆
- B.L.T.U-17 vol.9 sizzleful girl 2009 winter（日语：BEAUTIFUL Lady & TELEVISION#AKB48版）(2009年2月5日發行、東京新聞通信社)
- B.L.T.U-17 Vol.11 sizzleful girl 2009 summer(2009年8月5日發行、東京新聞通信社)
- 高城亜樹 2012年月曆（2011年11月19日、ハゴロモ）
- 高城亜樹 2012 TOKYOデート 月曆（2011年11月29日、ハゴロモ）

## 外部連結
- AKB48官網個人介紹頁 （页面存档备份，存于）（日語）
- 高城亞樹官方介紹頁[永久]（渡邊娛樂）（日語）
- 高城亞樹官方部落格「亞樹茶的午茶時間」（2011年3月7日起）（日語）
- 官方部落格「亞樹茶的午茶時間」（舊版）（至2011年3月7日為止）（日語）
- 高城亞樹的X（前Twitter）（2012年12月26日起）（印尼文）（日語）
- 高城亞樹的Facebook專頁（2012年12月26日起）（日語）（印尼文）
- 高城亞樹的Instagram帳戶（日語）
- YouTube上的高城亞樹頻道